# Ернестас Шеткус
Ернестас Шеткус (лит. Ernestas Šetkus, нар. 25 травня 1985, Таураге) — литовський футболіст, воротар ізраїльського «Хапоеля» (Хайфа) і національної збірної Литви.

## Клубна кар'єра
Першим професійним клубом гравця був «Таурас». Так й не дебютувавши за цю команду, того ж року перейшов до вільнюського «Жальгіріса», в якому поступово став основним воротарем. 2009 року повертався до «Таураса», після чого ще на рік був гравцем «Жальгіріса».
Згодом з 2010 по 2015 рік грав за кіпрські «Олімпіакос» (Нікосія) і «Неа Саламіна», болгарський «Ботев» (Пловдив), білоруський «Гомель» та грецьку «Керкіру».
2015 року уклав контракт з турецьким «Сівасспором», в якому протягом сезону був основним голкіпером.
З 2016 року один сезон захищав кольори нідерландського «АДО Ден Гаг», де також був основною опцією тренерського штабу на позиції у воротах команди.
2017 року став гравцем ізраїльського «Хапоеля» (Хайфа).

## Виступи за збірні
Протягом 2010–2011 років залучався до складу молодіжної збірної Литви. На молодіжному рівні зіграв у 2 офіційних матчах.
2011 року дебютував в офіційних матчах у складі національної збірної Литви.

## Титули і досягнення
- Володар Кубка Ізраїлю (1):

Хапоель (Беер-Шева): 2019–20
- Володар Суперкубка Ізраїлю (1):

Хапоель (Хайфа): 2018